# Código ATC N05
O Código ATC N05 (drogas psicolépticas) é um subgrupo terapêutico da classificação ATC (Anatomical Therapeutic Chemical Classification System), um sistema de códigos alfanuméricos desenvolvido pela Organização Mundial da Saúde (OMS) para classificar medicamentos e outros produtos médicos. O subgrupo N05 faz parte do grupo anatômico N (sistema nervoso).
Os códigos para uso veterinário (códigos ATCvet) podem ser criados colocando a letra Q antes do código ATC para uso humano: por exemplo, QN05. Os códigos ATCvet sem os códigos ATC humanos correspondentes são citados com a letra Q inicial nessa lista. 

## AntipsicóticosN05A

### N05AAFenotiazinascom cadeia lateral alifática
N05AA01 Clorpromazina
N05AA02 Levomepromazina
N05AA03 Promazina
N05AA04 Acepromazina
N05AA05 Triflupromazina
N05AA06 Ciammazina
N05AA07 Clorpromazina

### N05AB Fenotiazinas com estrutura depiperazina
N05AB01 Dixirazina
N05AB02 Fluflenazina
N05AB03 Perfenazina
N05AB04 Proclorperazina
N05AB05 Tiopropazato
N05AB06 Trifluoperazina
N05AB07 Acetofenazina
N05AB08 Tioproperazina
N05AB09 Butaperazina
N05AB10 Perazina

### N05AC Fenotiazinas com estruturapiperidina
N05AC01 Periciazina
N05AC02 Tioridazina
N05AC03 Mesoridazina
N05AC04 Pipotiazina

### N05AD Derivados dabutirofenona
N05AD01 Haloperidol
N05AD02 Trifluperidol
N05AD03 Melperona
N05AD04 Moperona
N05AD05 Pipamperona
N05AD06 Bromperidol
N05AD07 Benperidol
N05AD08 Droperidol
N05AD09 Fluanisona
QN05AD90 Azaperona

### N05AE Derivados deindol
N05AE01 Oxipertina
N05AE02 Molindona
N05AE03 Sertindol
N05AE04 Ziprasidona
N05AE05 Lurasidona

### N05AF Derivados detioxanteno
N05AF01 Flupentixol
N05AF02 Clopentixol
N05AF03 Clorprotixeno
N05AF04 Tiotixeno
N05AF05 Zuclopentixol

### N05AG Derivados dedifenilbutilpiperidina
N05AG01 Fluspirileno
N05AG02 Pimozida
N05AG03 Penfluridol

### N05AHDiazepinas,oxazepinas,tiazepinaseoxepinas
N05AH01 Loxapina
N05AH02 Clozapina
N05AH03 Olanzapina
N05AH04 Quetiapina
N05AH05 Asenapina
N05AH06 Clotiapina

### N05ALBenzamidas
N05AL01 Sulpirida
N05AL02 Sultoprida
N05AL03 Tiaprida
N05AL04 Remoxiprida
N05AL05 Amisulpride
N05AL06 Veraliprida
N05AL07 Levosulpirida

### N05ANLítio
N05AN01 Lítio

### N05AX Outros antipsicóticos
N05AX07 Protipendil
N05AX08 Risperidona
N05AX10 Mosapramina
N05AX11 Zotepina
N05AX12 Aripiprazol
N05AX13 Paliperidona
N05AX14 Iloperidona
N05AX15 Cariprazina
N05AX16 Brexpiprazol
N05AX17 Pimavanserin
QN05AX90 Amperozida

## N05BAnsiolíticos

### N05BA Derivados dabenzodiazepina
N05BA01 Diazepam
N05BA02 Clordiazepóxido
N05BA03 Medazepam
N05BA04 Oxazepam
N05BA05 Clorazepato de potássio
N05BA06 Lorazepam
N05BA07 Adinazolam
N05BA08 Bromazepam
N05BA09 Clobazam
N05BA10 Cetazolam
N05BA11 Prazepam
N05BA12 Alprazolam
N05BA13 Halazepam
N05BA14 Pinazepam
N05BA15 Camazepam
N05BA16 Nordazepam
N05BA17 Fludiazepam
N05BA18 Loflazepato de etilo
N05BA19 Etizolam
N05BA21 Clotiazepam
N05BA22 cloxazolam
N05BA23 Tofisopam
N05BA24 Bentazepam
N05BA56 Lorazepam, associações

### Derivados dedifenilmetanoN05BB
N05BB01 Hidroxizina
N05BB02 Captodiama
N05BB51 Hidroxizina, associações

### N05BCCarbamatos
N05BC01 Meprobamato
N05BC03 Emilcamato
N05BC04 Mebutamato
N05BC51 Meprobamato, associações

### N05BD Derivados dodibenzo-biciclo-octadieno
N05BD01 Benzoctamina

### N05BE Derivados deazaspirodecanediona
N05BE01 Buspirona

### N05BX Outros ansiolíticos
N05BX01 Mefenoxalona
N05BX02 Gedocarnil
N05BX03 Etifoxina
N05BX04 Fabomotizol
N05BX05 Lavandulae aetheroleum

## N05CHipnóticosesedativos

### N05CA Barbitúricos, simples
N05CA01 Pentobarbital
N05CA02 Amobarbital
N05CA03 Butobarbital
N05CA04 Barbital
N05CA05 Aprobarbital
N05CA06 Secobarbital
N05CA07 Talbutal
N05CA08 Vinilbital
N05CA09 Vinbarbital
N05CA10 Ciclobarbital
N05CA11 Heptabarbital
N05CA12 Reposal
N05CA15 Metoexital
N05CA16 Hexobarbital
N05CA19 Tiopental
N05CA20 Etalobarbital
N05CA21 Alobarbital
N05CA22 Proxibarbal

### N05CB Barbitúricos, associações
N05CB01 Combinações de barbitúricos
N05CB02 Barbitúricos em combinação com outras drogas

### N05CCAldeídose derivados
N05CC01 Hidrato de cloral
N05CC02 Cloralodol
N05CC03 Hidrato de cloral de acetil glicinamida
N05CC04 Dicloralfenazona
N05CC05 Paraldeído

### N05CD Derivados dabenzodiazepina
N05CD01 Flurazepam
N05CD02 Nitrazepam
N05CD03 Flunitrazepam
N05CD04 Estazolam
N05CD05 Triazolam
N05CD06 Lormetazepam
N05CD07 Temazepam
N05CD08 Midazolam
N05CD09 brotizolam
N05CD10 Quazepam
N05CD11 Loprazolam
N05CD12 Doxefazepam
N05CD13 Cinolazepam
N05CD14 Remimazolam
QN05CD90 Climazolam

### N05CE Derivados dapiperidinediona
N05CE01 Glutetimida
N05CE02 Metilprilon
N05CE03 Piritildiona

### N05CF Medicamentos relacionados à benzodiazepina
N05CF01 Zopiclona
N05CF02 Zolpidem
N05CF03 Zaleplona
N05CF04 Eszopiclona

### N05CH Agonistas do receptor demelatonina
N05CH01 Melatonina
N05CH02 Ramelteona
N05CH03 Tasimelteon

### N05CM Outros hipnóticos e sedativos
N05CM01 Metaqualona
N05CM02 Clometiazol
N05CM03 Bromisoval
N05CM04 Carbromal
N05CM05 Escopolamina
N05CM06 Propiomazina
N05CM07 Triclofos
N05CM08 Etclorvinol
N05CM09 Valeriana (raízes)
N05CM10 Hexapropimato
N05CM11 Brometos
N05CM12 Apronal
N05CM13 Valnoctamida
N05CM15 Metilpentinol
N05CM16 Niaprazina
N05CM18 Dexmedetomidina
N05CM19 Suvorexanto
QN05CM90 Detomidina
QN05CM91 Medetomidina
QN05CM92 Xilazina
QN05CM93 Romifidina
QN05CM94 Metomidato
QN05CM99 Combinações

### N05CX hipnóticos e sedativos em combinação, excluindo barbitúricos
N05CX01 Meprobamato, associações
N05CX02 Metaqualona, associações
N05CX03 Metilpentinol, associações
N05CX04 Clometiazol, associações
N05CX05 Emeprônio, associações
N05CX06 Dipiperonilaminoetanol, associações